# Mermin-Wagner-Theorem
Das Mermin-Wagner-Theorem oder Mermin-Wagner-Hohenberg-Theorem ist ein Theorem der theoretischen, speziell der statistischen Physik, das sehr allgemein besagt, dass es in ein- und zweidimensionalen Systemen bei Temperaturen oberhalb des absoluten Nullpunkts für Systeme mit kontinuierlicher Symmetrie und genügend kurzreichweitigen Wechselwirkungen keine spontane Symmetriebrechung geben kann. Es ist benannt nach N. David Mermin und Herbert Wagner, die das Theorem basierend auf der Bogoliubov-Ungleichung im Kontext des Goldstonetheorems für Ferromagnetismus, Antiferromagnetismus und für niedrigdimensionale Kristalle ableiteten. Pierre Hohenberg hat nahezu zeitgleich die gleichen Überlegungen zu Quantensystemen angestellt und gezeigt, dass es keine Suprafluidität und Supraleitung in ein und zwei Dimensionen geben sollte.
Für die Quantenfeldtheorie wurde ein entsprechender Satz von Sidney Coleman bewiesen (Nicht-Existenz von Goldstonebosonen in zwei Dimensionen). Das Fehlen eines Symmetriebruches wird oft synonym verwendet, dass es keine Ordnung im System geben darf, z. B. keinen Ferromagnetismus, Antiferromagnetismus oder keine Kristalle. Exakt muss es lauten, dass es keine (perfekt) langreichweitige Ordnung geben kann, quasi-langreichweitige Ordnung ist nicht ausgeschlossen. Anwendungsgebiet sind u. a. das XY-Modell (n-Vektor-Modell mit {\displaystyle n=2}-dimensionaler Spinvariable) und das Heisenberg-Modell ({\displaystyle n=3}-dimensionale Spinvariable), das Mermin und Wagner ursprünglich in zwei Dimensionen betrachteten. Auch wenn das Mermin-Wagner-Hohenberg-Theorem einen klassischen Phasenübergang beim XY-Modell in zwei Dimensionen verhindert, können allgemein Phasenübergänge anderer Art auftreten (Kosterlitz-Thouless-Übergang). Dagegen liegt im Isingmodell ({\displaystyle n=1}-dimensionale Spinvariable) keine kontinuierliche Symmetrie vor (die Spinvariable nimmt die zwei diskreten Werte ±1 an), so dass der Satz nicht anwendbar ist.

## Vorgeschichte
Felix Bloch hatte schon 1930 bei der Diagonalisierung der Slater-Determinante für Fermionen darauf hingewiesen, dass es Magnetismus in 2D nicht geben sollte.
Einige anschauliche Argumente, die unten aufgeführt sind, hat Rudolf Peierls geliefert, auch Lew Landau hat zum Symmetriebruch in 2D gearbeitet.

## Energetisches Argument

Abbildung 1: Skizze einer Reihe von magnetischen Dipolen (antiferromagnetisch angeordnet), die in einer Ebene senkrecht zur Achse drehbar sind, in der niedrigsten angeregten Mode. Der Winkel zwischen benachbarten Momenten ist, die Länge der Kette L.

Ein Grund für fehlende langreichweitige Ordnung ist, dass mit sehr wenig Energieaufwand langreichweitige Fluktuationen (in den Feldtheorien oft masselose Goldstone-Moden genannt) angeregt werden, welche die perfekte Periodizität zerstören. Betrachtet man als ein magnetisches Model (wie etwa das XY-Model in einer Dimension) eine Kette der Länge {\displaystyle L} von magnetischen Momenten in harmonischer Näherung, d. h. die Rückstellkräfte bei Auslenkung eines Momentes sind proportional zum Auslenkungswinkel {\displaystyle \gamma _{i}}, dann folgt, dass die Energien quadratisch in den Auslenkungswinkeln sind {\displaystyle E_{i}\propto \gamma _{i}^{2}}. Die Gesamtenergie der Kette ist somit
{\displaystyle E_{\text{ges}}\propto \sum _{i}\gamma _{i}^{2}}.
Betrachtet man die niedrigste angeregte Mode in einer Dimension (siehe Abbildung 1), dann verdrehen sich die Momente auf der Länge {\displaystyle L} entlang der Kette gerade um {\displaystyle \pi }. Sind insgesamt {\displaystyle N} magnetische Momente auf der Kette, dann ist der relative Winkel zwischen allen Momenten gleich und lautet {\displaystyle \gamma _{i}=\pi /N}. Die Gesamtenergie für die niedrigste Mode ist
{\displaystyle E_{\text{ges}}\propto N\cdot \gamma _{i}^{2}=N{\frac {\pi ^{2}}{N^{2}}}\propto L{\frac {\pi ^{2}}{L^{2}}}}.
Im thermodynamischen Limes, d. h. {\displaystyle L\to \infty }, {\displaystyle N\to \infty }, {\displaystyle L/N={\text{const.}}} verschwindet die Energie dieser Mode mit der Systemgröße {\displaystyle \propto 1/L}. Für beliebig große Systeme kosten die langwelligen Moden keine Energie und werden folglich thermisch angeregt sein. Derart ist die langreichweitige Ordnung auf der Kette zerstört. In zwei Dimensionen bzw. auf einer Fläche ist die Anzahl der mag. Momente {\displaystyle N\propto L^{2}}, die Energie für die langwelligste Mode ist
{\displaystyle E_{\text{ges}}\propto N^{2}\cdot \gamma _{i}^{2}\propto L^{2}{\frac {\pi ^{2}}{L^{2}}}}.
Im thermodynamischen Limes ist die Energie dafür konstant und die Moden werden bei hinreichend hoher Temperatur angeregt sein. In drei Dimensionen, bzw. im Volumen {\displaystyle V=L^{3}} ist die Energie
{\displaystyle E_{\text{ges}}\propto N^{3}\cdot \gamma _{i}^{2}\propto L^{3}{\frac {\pi ^{2}}{L^{2}}}}.
Für beliebig große Systeme divergiert die Energie für die langwelligste Mode und wird folglich unterdrückt sein. Die langreichweitige Ordnung wird in 3D nicht gestört.

## Entropisches Argument

Abbildung 2: In einer Dimension gibt es nur einen Pfad zwischen benachbarten Teilchen, in zwei Dimensionen gibt es zwei Pfade und in drei Dimensionen gibt es sechs Pfade

Ein entropisches Argument gegen perfekte langreichweitige Ordnung in Kristallen in {\displaystyle D<3} geht wie folgt (siehe Abbildung 2): Betrachtet man eine Kette von Atomen/Teilchen mit dem mittleren Teilchenabstand {\displaystyle <a>}, dann werden thermische Fluktuationen z. B. zwischen Teilchen {\displaystyle 0} und Teichen {\displaystyle 1} dafür sorgen, dass der Abstand um eine Länge {\displaystyle \xi _{0,1}} fluktuiert: {\displaystyle a=<a>\pm \xi _{0,1}}. Genau so groß wird die Amplitude der Abstandsfluktuationen zwischen Teilchen {\displaystyle -1} und {\displaystyle 0} sein: {\displaystyle |\xi _{-1,0}|=|\xi _{0,1}|}. Sind die beiden Abstandsfluktuationen statistisch unabhängig, wie es für thermische Fluktuationen der Fall ist, dann addieren sich die Abstandsfluktuationen zwischen den zwei Teilchen {\displaystyle -1} und Teilchen {\displaystyle +1} (d. h. beim doppelten mittleren Abstand) auch statistisch unabhängig: {\displaystyle \xi _{-1,1}={\sqrt {2}}\cdot \xi _{0,1}}. Für zwei Teilchen im N-fachen mittleren Abstand folgt bei statistisch unabhängiger Addition der Fluktuationen: {\displaystyle \xi _{0,N}={\sqrt {N}}\cdot \xi _{0,1}}. Obwohl der mittlere Abstand {\displaystyle <a>} gut definiert ist, wachsen die Abweichungen von einer perfekt periodischen Kette mit der Wurzel der Systemgröße. In drei Dimensionen muss man, um das gesamte Volumen abzustreichen, in mindestens drei verschiedene Raumrichtungen laufen; in einem kubischen Kristall wäre das in der Summe entlang der Raumdiagonalen eines Würfels, von Teilchen {\displaystyle 0} zu Teilchen {\displaystyle 3}. Wie in der Abbildung 2 nachzuzählen ist, gibt es dafür insgesamt sechs verschiedene Möglichkeiten. Die Fluktuationen der Länge der sechs Pfade können jetzt nicht statistisch unabhängig sein, da sie zwischen denselben Teilchen {\displaystyle 0} und {\displaystyle 3} herrschen. Sie können sich nur kohärent addieren und bleiben auf der Raumdiagonalen des Würfels von der Größenordnung {\displaystyle \xi }. In zwei Dimensionen haben Herbert Wagner und David Mermin gezeigt, dass die Abstandsfluktuationen logarithmisch mit der Systemgröße {\displaystyle L} anwachsen: {\displaystyle \xi \propto \ln(L)}.

## Beispiel in einer kolloidalen Monolage

Zweidimensionaler Kristall mit thermischen Fluktuationen der Teilchen. Die roten Linien symbolisieren Kristallachsen und die grünen Pfeile die Auslenkung aus der jeweiligen Gleichgewichtslage.

Das Foto zeigt einen (quasi-)zweidimensionalen Kristall aus Kolloiden (kleine Partikel in wässriger Lösung, die an eine Grenzfläche sedimentiert sind und nur in der Ebene Brownsche Diffusion machen können). Die hexagonale kristalline Ordnung ist auf mittleren Skalen gut zu sehen, weil die Abweichungen vom perfekten Kristall nur logarithmisch, also recht langsam anwachsen. Gut sind aber auch die Fluktuationen zu sehen, als Abweichung der Positionen von den hier rot eingezeichneten Gitterlinien. Diese Fluktuationen sind im Wesentlichen die Gitterschwingungen des Kristalls (akustische Phononen). Ein direkter experimenteller Nachweis der Mermin-Wagner-Hohenberg-Fluktuationen wäre, wenn die Abweichungen (grüne Pfeile in der Vergrößerung) logarithmisch mit dem Abstand von einem lokal angepassten Koordinatensystem (blau) anwachsen. Diese sogenannte logarithmische Divergenz geht einher mit einem algebraischen (langsamen) Zerfall von (Orts-)Korrelationsfunktionen. Die Ordnung wird dann quasi-langreichweitig genannt (siehe auch Hexatische Phase).
Interessanterweise sind deutlichen Anzeichen von Mermin-Wagner-Fluktuationen in amorphen, ungeordneten Systemen gefunden worden
In diesen Arbeiten wurde nicht die Abweichung von Gitterpositionen, sondern die Größe des mittleren Verschiebungsquadrates der Teilchen als Funktion der Zeit untersucht. Die Fragestellung wurde gleichsam aus dem Ortsraum in die Zeitdomäne verlagert. Den theoretischen Hintergrund hat D. Cassi sowie F. Merkl und H. Wagner geliefert. In diesen Arbeiten ist ein Zusammenhang zwischen der Rückkehrwahrscheinlichkeit bei Zufallswegen und der spontanen Symmetriebrechung in verschiedenen Dimensionen aufgezeigt worden. Die nichtverschwindende Rückkehrwahrscheinlichkeit eines Zufallspfades in ein und zwei Dimensionen ist dual zum Fehlen der langreichweitigen Ordnung in ein und zwei Dimensionen, während die verschwindende Rückkehrwahrscheinlichkeit dual zur Existenz von langreichweitiger Ordnung in 3D ist.

## Limitierung
Bei realen Magneten liegt häufig keine kontinuierliche Symmetrie vor, da schon bei vorhandener LS-Kopplung das System anisotrop wird. Bei atomaren Systemen wie Graphen lässt sich zeigen, dass Monolagen kosmologischer Größe nötig sind, um hinreichend große Amplituden der langwelligen Fluktuationen messen zu können.
Eine weitere Diskussionen des Mermin-Wagner-Hohenberg-Theorems und seiner Limitierungen hat Bertrand Halperin zusammengefasst.

## Anmerkung
Der Widerspruch zwischen dem Mermin-Wagner-Theorem (das langreichweitige Ordnung in Kristallen verbietet) und den ersten Computersimulationen (Alder&Wainwright), die Kristallisation in 2D andeuteten, hatte Michael Kosterlitz und David Thouless motiviert, ihre Arbeiten zu topologischen Phasenübergänge in 2D zu entwickeln (KTHNY-Theorie), für die sie 2016 den Nobelpreis für Physik verliehen bekamen.